# Hoplitis grumi
Hoplitis grumi är en biart som först beskrevs av Morawitz 1894.  Hoplitis grumi ingår i släktet gnagbin, och familjen buksamlarbin. Inga underarter finns listade i Catalogue of Life.